# Wáshington Delgado
José Wáshington Delgado Tresierra (Cuzco, 26 de octubre de 1927-Lima, 6 de septiembre de 2003) fue un escritor, profesor y poeta peruano. Perteneció a la Generación del 50.

## Biografía
Fue hijo de Rosa Alicia Tresierra Galarreta y Juan José Delgado Delgado. En 1931 se establece en Lima con sus padres, donde hallan residencia en el Jr. Leticia, cerca del Parque Universitario. En 1935, es matriculado en el Colegio Monstessori donde estudió con José Bonilla y Julio Ramón Ribeyro. Continúa sus estudios en el Colegio Anglo Peruano, hoy conocido como "San Andrés" del cual egresó obteniendo el Bentinck Prize.  Al año siguiente viaja a Arequipa, donde permanece por dos años. En 1949 ingresa a la Pontificia Universidad Católica del Perú para seguir sus estudios de Letras y Derecho.
De 1950 a 1954 continúa sus estudios en la especialidad de literatura en la Universidad Nacional Mayor de San Marcos. En 1953 le otorgan el Premio Nacional de Cultura - Ministerio de Educación del Perú (Ley N° 9614). Al año siguiente trabaja como profesor auxiliar del Instituto Pedagógico de Varones de Lima.
En 1955 publica su primer poemario, titulado Formas de la ausencia, que le llegaría a numerosas antologías, bellas y pequeñas composiciones que impresionan hasta hoy. Se casa con Rosalía García, con quien llegaría a tener tres hijos: Lucho, Sonia y Juan Pablo. A partir de ese año, hasta 1958, viaja becado a España para seguir sus estudios en Literatura. En 1957 publica Días del Corazón. Los siguientes años va a trabajar de profesor auxiliar en distintas universidades y en 1959 publica Para vivir mañana. Luego se convierte en profesor de la Escuela Nacional Superior de Varones.
En 1963 es elegido por el Consejo de la Facultad de Letras de la UNMSM como Jefe de Prácticas a tiempo completo. En 1970 es promovido a Catedrático de Letras en la misma universidad. En 1965 publica Parque. Obtiene un doctorado Honoris Causa por la Universidad Nacional de Chiclayo y por la Universidad Nacional San Cristóbal de Huamanga. En 1968 publica Tierra Extranjera y obtiene el bachillerato en Letras en San Marcos con su brillante tesis Los Tellos de Meneses: Reyes y villanos en el teatro de Lope de Vega.
En 1969 publica Destierro por vida(Ed. Milla Batres). Al año siguiente aparece por primera vez toda su obra lírica reunida bajo el título de Un mundo dividido (Poesía 1951-1970)(Ed. Casa de la Cultura del Perú).En 1976 publica su ensayo Situación social de la poesía de Rubén Darío. En 1977 Forma y significado en Galope muerto de Pablo Neruda. En el año 1978 va a usar el seudónimo de "Ivonne Fernández" para colaborar, publicando poemas, con El Comercio. En 1987 se publica Reunión elegida (Seglusa Editores), Historia de Artidoro (1994), Cuan impunemente se está uno muerto (2003). En el 2008 La literatura peruana se enriquece con la publicación de la poesía y la prosa de Washington Delgado, reunida en cuatro tomos, por la Universidad de Lima, Jorge Eslava (editor). El primero recoge la totalidad de su obra poética, que se inicia en 1951 y concluye el 2003. El segundo tomo compila su creación cuentística y su fecunda producción periodística, publicada en diversos medios nacionales. El tercer volumen lo integran sus trabajos interpretativos e historiográficos sobre literatura española y peruana; finalmente, el cuarto tomo es una recopilación de ensayos, conferencias y prólogos, además de una entrevista, una semblanza y un álbum fotográfico de quien, a la par que su actividad intelectual, realizó también una intensa labor docente en distintos centros académicos del país.
Poeta, crítico y miembro de la Academia Peruana de la Lengua. En 1953 recibió el Premio Nacional de Cultura en poesía por su primer libro Formas de la ausencia. No sólo sorprendió como poeta, ya que en 1979 recibió la medalla de oro de la I Bienal de cuento Premio Copé con La muerte del doctor Octavio Aguilar. En 1996 recibió el premio Juan Mejía Baca por su labor creativa.
Fue también un excelente crítico literario; ha escrito Historia de la literatura del Perú Republicano y la literatura colonial y tiene muchísimos artículos, ensayos y ponencias publicados en distintos medios de comunicación del país. Una mención especial merece su faceta de catedrático en diversas universidades. Además presidió la Comisión por el centenario del nacimiento de César Vallejo. En su momento dirigió con Carlos Milla Batres la revista “Visión del Perú”.
Marco Martos uno de los principales representantes de la Generación del 60 en la poesía peruana, escribió sobre Delgado “Como lectores algo sabemos: que una porción importante de la calidad de la poesía peruana del siglo XX se la debemos a Washington Delgado. Cuando uno a uno desaparezcamos los que lo hemos conocido, nuevos lectores habrá que reconocerán como muy hermosa a esta lírica que enorgullece al Perú de hoy” ...
“Washington Delgado pudo escribir versos por millares, pues tenía el regusto por la palabra, la facilidad de los elegidos, la cultura clásica de los que llegan a la sabiduría, pero como el mago que no repite sus actos, prefirió la poquedad, la difícil poquedad de un poeta de gran talento.”
Falleció en la madrugada del 6 de septiembre de 2003, víctima de un derrame cerebral masivo, en el Hospital Edgardo Rebagliati de Lima. Sus restos fueron velados en la antigua Casona de San Marcos en el Parque Universitario de Lima.

## Obras
- 1955, Formas de la ausencia
- 1952–1956, El extranjero
- 1957, Días del corazón
- 1956–1960, Canción española
- 1959, Para vivir mañana
- 1965, Parque
- 1969, Destierro por vida (Ed. Milla Batres )
- 1970, Un mundo dividido (Ed. Casa de la Cultura del Perú)
- 1987, Reunión elegida (Colmillo Blanco Seglusa Editores)
- 1987, Historia de Artidoro (Colmillo Blanco. Seglusa Editores)
- 2003, Cuan impunemente se está uno muerto (La Poesía, señor hidalgo)
- 2007, La palabra en el tiempo (Lustra Editores)
- 2008, Obras completas (Fondo Editorial de la Universidad de Lima) Jorge Eslava (editor)
- 1979, La muerte del doctor Octavio Aguilar (Medalla de oro, Premio COPÊ)
- 1984, Historia de la literatura republicana: nuevo carácter de la literatura en el Perú independiente (Ediciones Rikchay Perú)
- 2002, Literatura colonial: De Amarilis a Concolorcorvo (San Marcos)

## Premios y reconocimientos
- 1953  Premio Nacional de Cultura en Poesía
- 1979, Medalla de Oro de la I Bienal de cuento Premio Copé[4]
- 1996, Premio Juan Mejía Baca.
- Doctor honoris causa por la Universidad Nacional de Chiclayo y por la Universidad Nacional San Cristóbal de Huamanga.
- 1993, Es distinguido como profesor Emérito por la Universidad Nacional Mayor de San Marcos.